# Brutovce
Brutovce (maďarsky Szepesszentlőrinc) jsou obec na Slovensku, v okrese Levoča v Prešovském kraji.
V roce 2011 zde žilo 195 obyvatel. a k roku 2022 již jen 145 obyvatel.

## Historie
Obec byla podle archeologických nálezů osídlena Slovany již před tatarským vpádem během 11.-12. století. První písemná zpráva pochází z období německé kolonizace z roku 1268, nazývá obec podle patrona Sent Lorinch  (Svätý Vavrinec) a v roce 1319 Brotouch. Farní chrám sv. Vavřince byl postaven v první polovině 14. století. Světec je patronem obce dosud, je vyobrazen na nejstarší obecní pečeti ze 17. století i na současném znaku.
K roku 1553 se v obci připomínají tři opuštěné statky a 28 sedláků. V roce 1787 zde bylo 35 domů a 354 obyvatel a v roce 1828 63 domů a 459 obyvatel, kteří byli zaměstnáni jako zemědělci a tkalci. V roce 1918 byla obec připojena k Československu.

## Památky

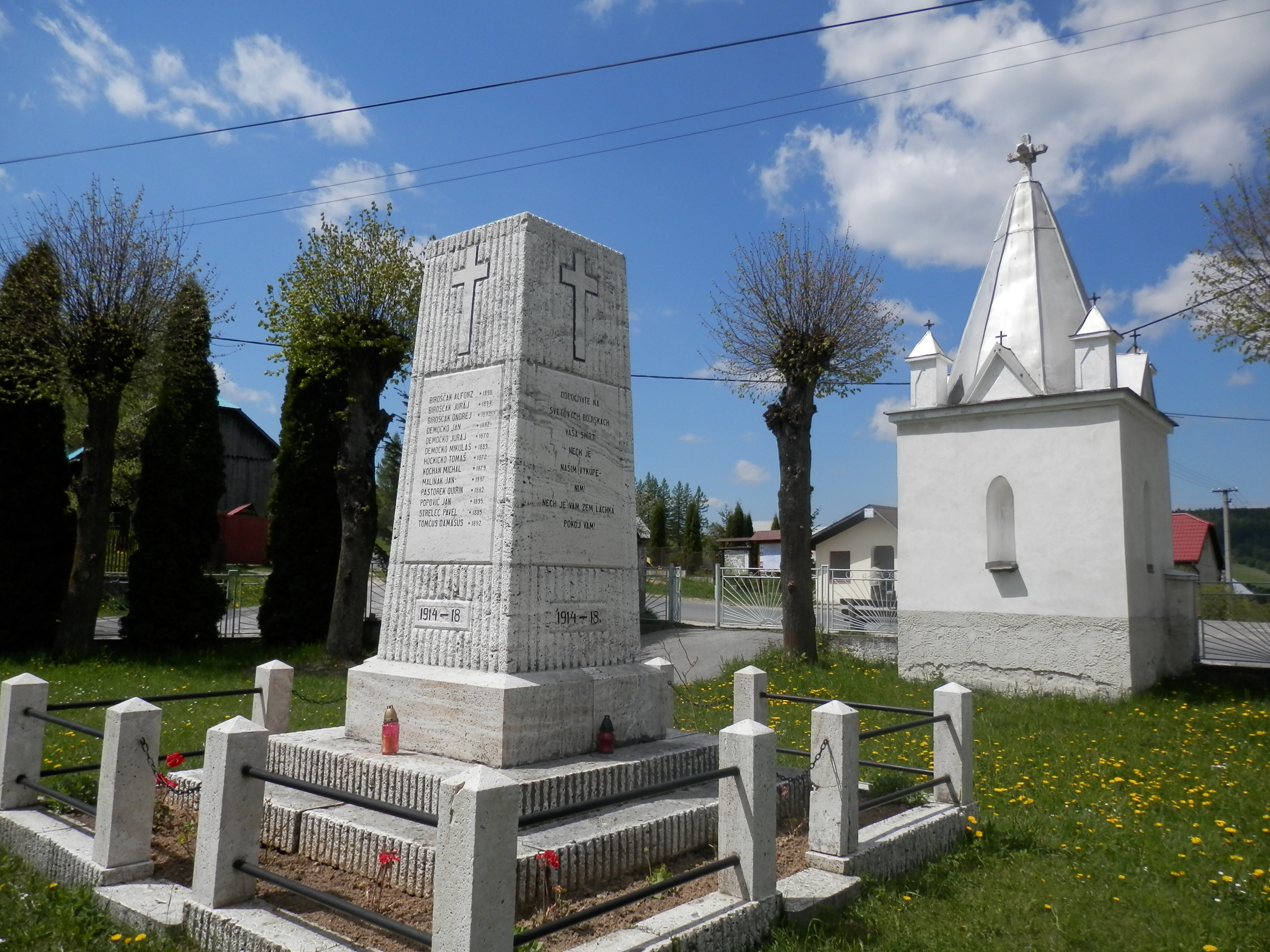
Kaple a památník padlým

- Kostel sv. Vavřince - založen v 1. polovině 14. století jako gotický, zčásti přestavěn v letech 1779-1784, zařízení je novogotické ze 2. poloviny 19. století, pozdně gotická socha madony pochází z 15. století; gotický zvon ve věži odlil Andrej Illenfeld roku 1524.
- Kaple na návsi, uvnitř kovaný kříž - Boží muka
- Památník padlým v první a druhé světové válce, mohyla z roku 1946
- Lidové roubené domy
- Muzeum a dílna lidových hudebních nástrojů

## Slavní rodáci
- Antonín Gondolán (* 1943) - hudebník